# Yngsjö
Yngsjö – miejscowość (tätort) w południowej Szwecji, w regionie administracyjnym (län) Skania (gmina Kristianstad).
Miejscowość położona jest w prowincji historycznej (landskap) Skania, ok. 27 km na południowy wschód od Kristianstad niedaleko ujścia głównej odnogi rzeki Helge å (Gropahålet) do Hanöbukten.
W 2010 Yngsjö liczyło 302 mieszkańców.